# Unione di Grodno (1566)
L'Unione di Grodno stabilì un'unione reale tra il Granducato di Lituania e il Ducato di Livonia il 25 dicembre 1566, ovvero nel contesto della guerra di Livonia. La regione trasformatasi nell'epicentro del conflitto tra i polacchi e i lituani contro i russi si era sottomessa a Sigismondo II Augusto in virtù del trattato di Vilnius del 1561. La divisione amministrativa della Livonia fu riorganizzata, con i suoi castellani che divennero membri del senato lituano. L'unione non influì sulla giurisdizione livoniana, che doveva essere svolta secondo le sue usanze tradizionali.